# Feyisa Lilesa
Feyisa Lilesa (ur. 1 lutego 1990) – etiopski lekkoatleta, długodystansowiec.

## Osiągnięcia
- srebrny medal mistrzostw świata w biegach przełajowych (drużyna juniorów, Edynburg 2008)
- srebro mistrzostw świata w przełajach (drużyna seniorów, Amman 2009)
- srebro mistrzostw świata w przełajach (drużyna seniorów, Punta Umbría 2011)
- brązowy medal w biegu maratońskim podczas mistrzostw świata w Daegu (2011)
- złoto mistrzostw świata w przełajach (drużyna seniorów, Bydgoszcz 2013)
- srebrny medal na igrzyskach olimpijskich (maraton, Rio de Janeiro 2016)

## Rekordy życiowe
- bieg na 5000 metrów – 13:34,80 (2008)
- bieg na 10 000 metrów – 27:46,97 (2008)
- bieg na 10 kilometrów – 27:38 (2008)
- półmaraton – 59:22 (2012)
- bieg maratoński – 2:04:52 (2012)